# Santa Ana (kommun i Spanien, Extremadura, Provincia de Cáceres, lat 39,34, long -5,96)
Santa Ana är en kommun i Spanien.   Den ligger i provinsen Provincia de Cáceres och regionen Extremadura, i den centrala delen av landet, 230 km sydväst om huvudstaden Madrid. Antalet invånare är 282. Arean är 35 kvadratkilometer.
Terrängen i Santa Ana är platt.